# Roststrupig strömstare
Roststrupig strömstare (Cinclus schulzii) är en fåtalig sydamerikansk tätting i familjen strömstarar. Den förekommer i bergstrakter i nordvästra Argentina och sydöstra Bolivia. Arten anses vara utrotningshotad, kategoriserad av IUCN som sårbar.

## Utseende och läten
Roststrupig strömstare är en 15 centimeter lång skiffergrå fågel, blekare på huvudet. Karakteristiskt är en rosa- eller rostfärgade haklappen. I flykten syns en vit fläck på handpennorna. Liksom alla strömstarar har den en kort stjärt och rundade vingar. Lätet är en serie raspiga och metalliska toner.

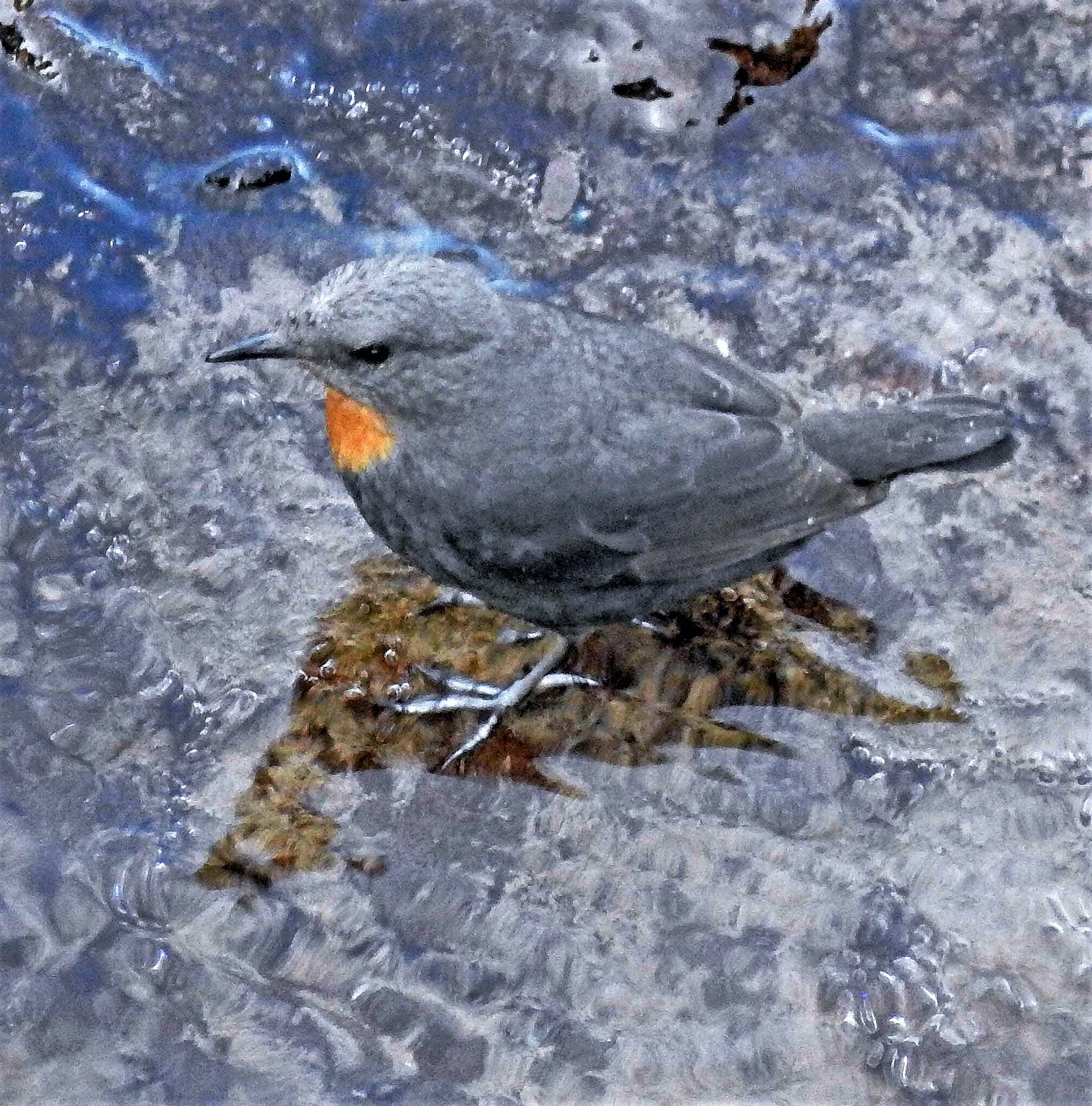

## Utbredning och systematik
Roststrupig strömstare förekommer utmed Andernas östsluttning i nordvästligaste Argentina och sydöstra Bolivia. Arten har tidigare behandlats som underart till vitkronad strömstare (Cinclus leucocephalus). Den behandlas som monotypisk, det vill säga att den inte delas in i några underarter.

## Levnadssätt
Roststrupig strömstare bebor forsar och floder med en bredd på fem till 15 meter. Den häckar i alzonen mellan 1500 och 2500 meters höjd, men rör sig ner mot större floder vid 800 meters höjd när frosten kommer. I Bolivia har den hittats vid både högre och lägre liggande strömmande vattendrag som rinner genom betesmarker där den möjligen häckar. Bon har hittats mellan september och januari med revir som sträcker sig mellan 500 och 1000 meter utmed det aktuella vattendraget.

## Status och hot
Roststrupig strömstare har en liten världspopulation på endast 2000-3300 vuxna individer. Utbredningsområdet är dessutom fragmenterat och den tros minska i antal, på grund av störningar i dess levnadsmiljö och degradering i form av föroreningar och jordbrukets expandering. Internationella naturvårdsunionen IUCN kategoriserar därför arten som sårbar.

## Namn
Fågelns vetenskapliga artnamn hedrar Friedrich W. Schulz (död 1933), tysk zoolog verksam i Argentina 1866-1933.